# Rio Bonito (vattendrag i Brasilien, Paraná, lat -24,75, long -51,40)
Rio Bonito är ett vattendrag i Brasilien.   Det ligger i delstaten Paraná, i den södra delen av landet, 1 100 km söder om huvudstaden Brasília.
Omgivningen kring Rio Bonito är huvudsakligen savann. Området är glesbefolkat, med 8 invånare per kvadratkilometer.